# Silene danaensis
Silene danaensis är en nejlikväxtart som beskrevs av A. Danin. Silene danaensis ingår i släktet glimmar, och familjen nejlikväxter. Inga underarter finns listade i Catalogue of Life.